# Фернандо Ортіс де Сарате
Фернандо Ортіс де Сарате (ісп. Fernando Ortiz de Zárate Higueras) — баскський підприємець, президент клубу «Депортіво Алавес» із міста Віторія-Гастейс. В 2007—2010 роках 34-й, за ліком, президент головного футбольного клубу Алави.

## Життєпис
Фернандо Ортіс де Сарате був із числа баскської знаті, його предки були місцевими латифундистами та промисловими магнатами, відтак і Фернандо Ортіс обирали в різні громадські асоціації. Коли в місті постав спортивний клуб Сарати стали його акціонерами-партнерами, і так триває покоління за поколінням.
Фернандо Ортіс де Сарате продовжував родинні фінансові справи і був активним партнером спортивного клубу, а поготів його обрали на початку 2007 року президентом клубу «Депортиво Алавес». Прийшовши до команди в часі "Пітерманівської катастрофи", і викупивши 51% акцій клубу, йому впершу чергу довелося закривати та реструкторувати борги, та ще й опікуватися командою: об'єднати тренерський штаб та футболістів задля повернення до ліги найсильніших — Ла-Ліги. Але ні президентові ні наставника-тренерам не вдалося піднятися з підвалин турнірної таблиці. Ще б пак, хаотична тренерська ротація, аж 6 наставників за 3 сезони: в 2007-2008 роках Йосу Урібе (Josu Uribe) та Хосе Марія Зальмерон Моралес (José María Salmerón Morales), в 2008-2009 роках Манікс Мандіола (Manix Mandiola) та Франциско Лопес Кастро (Francisco Javier López Castro) і в сезоні 2009-2010 років Франциско Перейра Меґія (Francisco Javier Pereira Megía) та Іньякі Осенда (Iñaki Ocenda). Відтак, каденція Фернандо Ортіс де Сарате, дійшовши до кінця, виявилася провально в турнірному значенні, хоча фінансові питання вдалося частково погасити (через визнання банкрутства й реструктиризацію), і він поступився місцем своєму партнеру й фінансисту клубу Альфредо Руїсу де Ґауні.
Але, поступившись посадою президента алавесців, Фернандо Ортіс де Сарате ще тривалий час отримував фінансові компенсації від нових власників клубу, які викупили його акції за умови розстрочки і тим самим він запобіг негативних ознак банкрутства. Фернандо Ортіс продовжував свої фінансові справи, окрім того сприяв спорту в столиці Алави, прививши й своїм нащадкам та родичам любов до спорту та клубу.